# Gussjön, Hälsingland
Gussjön är en sjö i Ljusdals kommun i Hälsingland och ingår i Ljusnans huvudavrinningsområde. Sjön har en area på 1,54 kvadratkilometer och ligger 313 meter över havet. Sjön avvattnas av vattendraget Gådaån.

## Delavrinningsområde
Gussjön ingår i det delavrinningsområde (688215-149501) som SMHI kallar för Utloppet av Gussjön. Medelhöjden är 361 meter över havet och ytan är 14,24 kvadratkilometer. Räknas de 2 avrinningsområdena uppströms in blir den ackumulerade arean 29,83 kvadratkilometer. Gådaån som avvattnar avrinningsområdet har biflödesordning 3, vilket innebär att vattnet flödar genom totalt 3 vattendrag innan det når havet efter 166 kilometer. Avrinningsområdet består mestadels av skog (73 procent). Avrinningsområdet har 1,4 kvadratkilometer vattenytor vilket ger det en sjöprocent på 9,8 procent.